# Hepburn (Schiff)
USS Hepburn (DE/FF-1055) war ein bis zum 1. Juli 1975 als Geleitzerstörer, dann als U-Jagd-Fregatte klassifiziertes Schiff der Knox-Klasse. Sie stand von 1969 bis 1991 im Dienst bei der United States Navy. Sie war nach Admiral Arthur Japy Hepburn (* 15. Oktober 1877; † 31. Mai 1964) benannt, einem Veteranen des Spanisch-Amerikanischen Kriegs, des Ersten sowie Zweiten Weltkriegs.

## Geschichte
Die Hepburn wurde am 1. Juni 1966 bei Todd Pacific Shipyards in San Pedro, Kalifornien auf Kiel gelegt. Der Stapellauf erfolgte am 25. Mai 1967, die Indienststellung bei der Navy am 3. Juli 1969.
Das Schiff war der Pazifikflotte zugeteilt, der Heimathafen war San Diego.
Am 20. Dezember 1991 wurde die Fregatte außer Dienst gestellt, sie verblieb noch bis zum 11. Januar 1995 im Schiffsregister der Navy. Die Hepburn wurde am 4. Juni 2002 während der SINKEX 2002 versenkt.